# Bruno Zanin
Bruno Zanin (Vigonovo, Veneto, Italia, 9 de abril de 1951-7 de julio de 2024) fue un escritor y actor de cine, teatro y televisión italiano.

## Biografía
Se convirtió en actor por casualidad cuando Federico Fellini le eligió entre miles de candidatos para el papel de Titta en la película Amarcord (1973). Posteriormente apareció en numerosas películas y series de televisión con cineastas italianos y extranjeros como Giuseppe Ferrara, Marco Tullio Giordana, Giuliano Montaldo, Franco Brusati, Luigi Faccini, Lucian Pintilie y Lina Wertmüller. En el teatro, trabajó con Giorgio Strehler, Luca Ronconi, Marco Sciaccaluga, Gianfranco De Bosio, Sandro Sequi y Alfredo Arias, y apareció también en obras clásicas de Goldoni y de Shakespeare.
En 2007, publicó su primera novela parcialmente autobiográfica «Nessuno dovrà saperlo» de Tullio Pironti Editore.

## Filmografía (cine)
- Amarcord, de Federico Fellini (1973)
- Un uomo, una città, de Romolo Guerrieri (1974)
- La prova d'amore, de Tiziano Longo (1974)
- La primera vez sobre la hierba (La prima volta sull'erba), de Gianluigi Calderone (1975)
- La polizia ha le mani legate, de Luciano Ercoli (1975)
- L'Agnese va a morire, de Giuliano Montaldo (1976)
- La padrona è servita, de Mario Lanfranchi (1976)
- Il tuffatore, de Gianfranco Mingozzi (1979)
- Mille e una vita, de Gianfranco Mingozzi (1980)
- Il buon soldato, de Franco Brusati (1982)
- Notti e nebbie, de Marco Tullio Giordana (1984)
- Occhei, occhei, de Claudia Fiorio (1984)
- Inganni, de Luigi Faccini (1985)
- El caso Moro, de Giuseppe Ferrara (1986)
- La donna del delitto, de Corrado Colombo (1995)
- Francesca e Nunziata, de Lina Wertmüller (2000)
- Reame del nulla, de Razi Mohebi (2009)
- Cronaca di una passione, de Fabrizio Cattani (2016)
- In Search of Fellini, de Taron Lexton (2017)
- Dea, de Alberto Gerosa (2021)

## Filmografía (TV)
- La putta onorata, de Luca Ronconi (1974)
- La buona moglie, de Luca Ronconi (1974)
- Una ragazza da salvare, de Mario Caiano (1976)
- La mano sugli occhi, de Pino Passalacqua (1979)
- Il mercante di Venezia, de Gianfranco De Bosio (1982)
- La brace dei Biassoli, de Giovanni Fago (1981)
- Marco Polo de Giuliano Montaldo (1982)
- Delitto di stato, de Gianfranco De Bosio (1983)
- Marco Polo, de Giuliano Montaldo (1983)
- Atto d'amore, de Alfredo Giannetti (1986)
- L'isola del tesoro, de Antonio Margheriti (1987)

## Filmografía (teatro)
- Il campiello (Carlo Goldoni), de Giorgio Strehler, 1975
- Jacques ou la Soumission / L'Avenir est dans les oeufs, de Lucian Pintilie, 1977
- Pene d'amor perdute (William Shakespeare), de Marco Parodi, 1978
- I pettegolezzi delle donne, de Sandro Sequi, 1982
- La putta onorata e La buona moglie (Carlo Goldoni), de Marco Sciaccaluga, 1987
- Il ventaglio, de Alfredo Arias, 1989